# 모상근
모상근은 대한민국의 MBC 수화 통역사이다.  또한 청함교회 담임목사이고, 총신대 사회복지대학원 외래교수, 안양대학교 겸임교수이다.

## 학력
- 1989년 수성고등학교
- 안양대학교 신학과
- 총신대학교 신학대학원 신학과
- 중앙대학교 사회개발대학원 사회복지석사(M.S.W.)
- 총신대학교 일반대학원 박사과정 졸업(Ph. D.)

## 교회사역
- 청각장애인과 함께하는 청함교회 담임목사(2010~현재)
- 청함교회 개척(2010년 11월 21일)
- 평안교회 부목사(1999~2010)
- 안양동산교회 교육전도사(1997~1999)

## 한국수어(수화)관련 경력
- MBC 뉴스 한국수어(수화)통역사
- 국가공인 수화통역사(보건복지부;한국농아인협회)
- 한국농아인협회 수화통역평가위원
- 제주농아복지관 한국수어(수화)자문위원
- 서울행정법원 지정 한국수어(수화)통역사
- 총신대학교 사회복지대학원 외래교수(2016~현재)
- 안양대학교 외래/겸임교수(2000~현재)
- 성결대학교 외래교수(2002~2010)
- 수화아카데미(2003) 저자

## 수화방송 경력
- 930 MBC 뉴스 한국수어통역
- 12 MBC 뉴스 한국수어통역
- 5 MBC 뉴스 한국수어통역
- MBC 뉴스데스크 한국수어통역